# Кеннет Малітолі
Кеннет Малітолі (англ. Kenneth Malitoli, нар. 20 серпня 1966, Кітве-Нкана) — замбійський футболіст, що грав на позиції нападника. По завершенні ігрової кар'єри — тренер.

## Клубна кар'єра
У дорослому футболі дебютував 1984 року виступами за команду «Нкана», в якій провів вісім сезонів. 
Згодом у 1992–1998 роках грав у Тунісі за «Есперанс» та в Саудівській Аравії за «Аль-Іттіфак», після чого повернувся на батьківщину, де знову грав за «Нкану», а згодом за «Індені».

## Виступи за збірну
1988 року дебютував в офіційних матчах у складі національної збірної Замбії.
У складі збірної був учасником чотирьох Кубків африканських націй — 1990 року в Алжирі,  1994 року в Тунісі, 1996 року в ПАР, а також 1998 року в Буркіна Фасо. У 1990-х Замбія була серед лідерів африканського футболу, тож на цих турнірах двічі (у 1990 і 1998 роках) команда ставала бронзовим призером, а 1994 року вигравала «срібло».
Загалом протягом кар'єри в національній команді, яка тривала 12 років, провів у її формі 70 матчів, забивши 22 голи.

## Кар'єра тренера
Розпочав тренерську кар'єру паралельно із завершенням кар'єри гравця, 2001 року, очоливши тренерський штаб клубу «Індені». Згодом очолював низку замбійських клубних команд.

## Титули і досягнення
- Чемпіон Замбії (7):

«Нкана»: 1985, 1986, 1988, 1989, 1990, 1992, 1999
- Володар Кубка Замбії (5):

«Нкана»: 1986, 1989, 1991, 1992, 2000
- Переможець Ліги чемпіонів КАФ (1):

«Есперанс»: 1994
- Володар Суперкубка КАФ (1):

«Есперанс»: 1995
- Володар Кубка арабських чемпіонів (1):

«Есперанс»: 1993